# 民族統一主義
民族統一主義（みんぞくとういつしゅぎ、英語: irredentism）とは、同一民族の居住地域であるにもかかわらず、歴史的経緯から複数国家の領域となっている地域を自国に編入しようとする運動のことである。「同一民族統一（併合）主義」とも呼ぶ。

## 概要
本来、この用語は19世紀のイタリア統一後、イタリア人が住む土地でありながらオーストリア＝ハンガリー帝国の領土となっている南チロルやトリエステ（未回収のイタリア）をイタリアへ編入しようとする思想や運動のことを指していた。それが転じて他の地域の同様な思想についても用いられるようになった。
従って原語の「イレデンティズム」(Irredentism) は、イタリア語の「未回収のイタリア」(Italia irredenta, イターリャ・イッレデンタ) に由来する。
この思想は当該地域の領有国家間において深刻な対立を招くことがあり、しばしば民族紛争に発展することがある。

## 憲法に定められた民族統一主義
- アルゼンチン：1994年改正のアルゼンチン国家憲法（英語版）第1章で、マルビナス諸島（フォークランド諸島）、サウスジョージア・サウスサンドウィッチ諸島の領有を定めている。政府は、これらにアルゼンチン領南極とティエラ・デル・フエゴ東部を合わせてティエラ・デル・フエゴ州としている。
- 大韓民国：1948年制定の大韓民国憲法では、その領土を「韓半島とその付属島嶼」としている。
- コモロ：1999年制定のコモロ連合憲法（英語版）第1条は、コモロがグランドコモロ島、アンジュアン島、モヘリ島だけで無く、現フランス領のマヨット島も含めて構成されると定めている。
- 中華人民共和国：1982年制定の中華人民共和国憲法前文にて台湾の領有を定めており、祖国統一の責務を「台湾の同胞」にも課している。
- 中華民国：1946年制定の中華民国憲法第4条は、領土が「固有の領域」によって成立しており、その範囲の変更は国民大会でのみ可能としている。そのため、政府は行政資料上2006年まで大陸地区（蒙古地方も含めた中国大陸）の領有権を主張していたが、2007年以降は主張を表明していない。
- ボリビア：2009年制定のボリビア憲法（英語版）第267条で「太平洋とその海洋空間へのアクセスを可能とする領土の権利は放棄出来ない」と定めている。これは1879年から1884年の太平洋戦争でチリに奪われたタラパカ州を指している。この敗戦によってボリビアは内陸国になった。

## 民族単位での統一主義

### アジア
- アゼルバイジャン：全アゼルバイジャン（英語版）
- アラブ首長国連邦：大小トンブ島（英語版）
- アラブ民族：汎アラブ主義
- アルメニア：統一アルメニア（英語版）・ミアツム（英語版）
- イエメン：大イエメン（英語版）
- イスラエル：大イスラエル、ネオ・シオニズム
- イラク：イラクのナショナリズム
- イラン：大イラン、汎イラン主義（英語版）
- インドネシア：大インドネシア（英語版）
- 韓国・北朝鮮：朝鮮統一問題
- クルディスタン：クルディスタン・ナショナリズム（英語版）
- シリア：大シリア主義
- スリランカ：タミル人
- ティモール島：大ティモール
- テュルク系民族：汎テュルク主義 ・ミサク・ミリ（英語版）・タクシム（英語版）
- ネパール：大ネパール（英語版）
- バングラデシュ：大バングラデシュ（英語版）
- フィリピン：大フィリピン（英語版）
- モンゴル国：汎モンゴル主義
- レバノン：レバノンのナショナリズム（英語版）

### アフリカ
- コンゴ：コンゴ統一（英語版）
- ソマリア：大ソマリア主義
- 南アフリカ共和国：大南アフリカ（英語版）
- モーリタニア：大モーリタニア
- モロッコ：大モロッコ

### ヨーロッパ
- アイルランド：統一アイルランド（英語版）
- イギリス：ロッコール海盆紛争（英語版）
- イタリア：未回収のイタリア (Italian irredentism)・イタリア帝国
- オランダ：大ネーデルラント（英語版）
- ギリシャ／キプロス：エノシス（英語版） - 東方正教系住民による旧英領キプロスのギリシャへの分離・合邦運動
- スカンジナビア半島：汎スカンディナヴィア主義
- スペイン・ポルトガル：イベリスモ
- スラブ人：汎スラヴ主義
- デンマーク：デンマークの領域（英語版）
- ドイツ：汎ゲルマン主義、ドイツ問題
- バスク：バスク国 (歴史的な領域)
- ハンガリー：ハンガリー王国の歴史的地域、大ハンガリー主義（英語版）（ハンガリーの民族統一主義）。
- フィンランド：大フィンランド
- フランス：フランスの自然国境（英語版）・ラッタチズム（英語版）
- ロシア:ユーラシア主義
- 南チロル分離運動（英語版）

#### バルカン半島
多様な民族が混在し、歴史の中で国境が大きく変動し続けたバルカン半島においては、多くの民族で自民族による民族統一主義の主張が見られる。
- バルカン連邦構想
- かつての南スラヴ人 - 第一次世界大戦後、南スラブ系諸民族を統合するユーゴスラビアとして成立することになった。
  - 大クロアチア - クロアチア、ボスニア・ヘルツェゴビナ、サンジャク地方を潜在的なクロアチア領土とみなす。
  - 大セルビア - セルビア（ヴォイヴォディナ地方を含む）、マケドニア共和国、コソボ、モンテネグロ、ボスニア・ヘルツェゴビナ、それにクロアチアのうち、セルビア人が多数派を占めたクライナ地方などを潜在的な自国領とみなす。
- メガリ・イデア - かつてのギリシャは、これに基づいてコンスタンティノープル（現在のイスタンブール）やアナトリア半島におけるギリシャ系住民の居住地をギリシャへ統合すべきとしていた。
- 統一マケドニア - ギリシャ、ブルガリア、マケドニア共和国、セルビア、コソボ、アルバニアにまたがるマケドニア地方全域をマケドニア人の土地とみなす。
- 大ブルガリア - マケドニア地方、トラキア、北ドブロジャを潜在的なブルガリア領とみなす。
- 大ルーマニア - 現在のルーマニア領に加え、南ドブロジャ、ベッサラビアを潜在的なルーマニア領とみなす。
- 大アルバニア - アルバニア人が居住するアルバニア、マケドニア共和国西部、モンテネグロ南部、コソボ、セルビア南部、ギリシャ北西部を潜在的なアルバニア領とみなす。アルバニアとコソボの統一（英語版）。イリリダ共和国（英語版）。

### アメリカ
- ベネズエラ：グアヤナ・エセキバ
- メキシコ：レコンキスタ (メキシコ)（英語版） - 米墨戦争などでアメリカ合衆国に併合された領土を取り戻す運動。

## 地域単位での統一主義
- アフガニスタン：1893年に定められたデュアランド線で、パシュトゥン人の居住地がアフガニスタンとイギリス領インド帝国に分割。1947年のパキスタン独立後、アフガニスタン政府はパシュトゥン人地域（パシュトゥーニスタン）を同国の下で統一する事を宣言し、1960年代までパキスタンと対立した。
- 統一インド：インドとパキスタン、バングラデシュを統合する概念。

## 大陸単位での統一主義
- アジア主義
- パン・アフリカ主義
- 汎アメリカ主義
- 汎ヨーロッパ主義